# Lutz Frühbrodt
Lutz Frühbrodt (* 1962 in Berlin) ist ein deutscher Publizist und Medienkritiker. Er lehrt als Professor für Fachjournalismus und Unternehmenskommunikation an der Hochschule Würzburg-Schweinfurt.

## Werdegang
Frühbrodt studierte Amerikanistik, Neue Geschichte, Journalismus und Politikwissenschaft an der Freien Universität Berlin und der Indiana University (Bloomington/USA). Er war wissenschaftlicher Mitarbeiter im Bereich Wirtschaftspolitik am Berliner John-F.-Kennedy-Institut für Nordamerikastudien und promovierte im Jahr 2000 in Volkswirtschaftslehre mit einer Arbeit über die internationale Deregulierung der Telekommunikationsmärkte.
Frühbrodt absolvierte ein Redaktionsvolontariat beim DeutschlandRadio Kultur. Vor und neben seiner wissenschaftlichen Tätigkeit arbeitete Frühbrodt als Journalist für verschiedene überregionale Zeitungen und Radiosender. Mehrere Jahre berichtete Frühbrodt als Wirtschafts- und Technologiereporter für die Welt-Gruppe aus Berlin, Stuttgart und Frankfurt/Main. Er gehörte zu den zehn Journalisten überregionaler Medien, die in den Jahren 2005 und 2006 von der Deutschen Telekom ausspioniert wurden.
2008 wurde Frühbrodt als Professor an die Hochschule für angewandte Wissenschaften Würzburg-Schweinfurt berufen, um dort den Master-Studiengang „Fachjournalismus und Unternehmenskommunikation“ aufzubauen.

## Wirken
Frühbrodt publiziert vor allem über Wirtschaftsjournalismus, Fachmedien, alternative Wirtschaftsmodelle sowie die Wirkung der Medien auf die Gesellschaft. Er ist Mitgründer und Vorsitzender des gemeinnützigen Vereins „Die Zweite Aufklärung“, der auf dem Feld der Medienkritik aktiv ist (www.zweite-aufklaerung.de). Frühbrodt hält Aufklärung über gesellschaftliche Missstände für die wichtigste, aber häufig vernachlässigte Aufgabe des Journalismus und fordert eine größere Autonomie der Medien von kommerziellen Verwertungsinteressen.
In seinem Handbuch „Wirtschaftsjournalismus“ (2007) fordert Frühbrodt Journalisten dazu auf, kritischer mit der oft mechanistischen Logik der klassischen, marktliberalen Wirtschaftstheorie umzugehen sowie ökonomische Ereignisse und Entwicklungen unabhängiger zu analysieren. Unternehmensreporter sollten zudem die reine Firmenperspektive aufgeben und stärker die Auswirkungen von Unternehmenspolitik auf Konsumenten und Gesellschaft berücksichtigen (siehe unter Werke: „Auf dem Weg zu einem ganzheitlichen Wirtschaftsjournalismus“).
Frühbrodt ist Mitglied mehrerer Jurys für Journalistenpreise. So ist er Vorsitzender der Jury für den Preis Fachjournalist des Jahres.

## Werke (Auswahl)
- Das soziale Stiftungsunternehmen. Eine wirtschaftspolitische Alternative. Würzburg 2014. ISBN 3-8260-5483-0.
- „Die neue Offenheit der Fachmedien: Mehr Stellen, leichterer Zugang“, in: Fachjournalist – Fachjournalismus, Fach-PR & Fachmedien,[3] erschienen am 15. Januar 2014.
- „Auf dem Weg zu einem ganzheitlichen Wirtschaftsjournalismus“ (zwei Teile), in: Fachjournalist – Fachjournalismus, Fach-PR & Fachmedien,[4] erschienen am 3. April 2013.
- „Always on – Überleben in der Mediengesellschaft“, in: Die Zweite Aufklärung – Forum für Medienkritik und Gesellschaftsentwürfe,[5] erschienen am 1. Dezember 2012.
- „Lieber Dreisatz als Gastvortrag. Öffentliche Debatten brauchen die Mahnrufe des unbequemen Intellektuellen mehr denn je“, in: Fachjournalist, Nr. 2/2012, S. 14–19.
- „Vom professionellen Entscheidungshelfer zum Community Manager? Fachmedien setzen bei ihrer Suche nach neuen Geschäftsmodellen nicht nur auf Online“, in: Fachjournalist, Nr. 4/2010, S. 4–10.
- „Wirtschaftsjournalismus“, in: Quandt, Siegfried/Deutscher Fachjournalistenverband (Hg.), Fachjournalismus. Expertenwissen professionell vermitteln. 2. vollst. überab. Aufl., Konstanz 2010, S. 55–80. ISBN 3-86764-139-0.
- Wirtschafts-Journalismus. Ein Handbuch für Ausbildung und Praxis. Erschienen in der Reihe „Journalistische Praxis“. Berlin/Wiesbaden 2007/2013. ISBN 3-430-20014-8.
- „Die Wirtschaft der USA“, in: Bundeszentrale für politische Bildung (Hg.), Die Vereinigten Staaten von Amerika. Informationen zur politischen Bildung. Bd. 211, Bonn 2004/01, S. 40–53.
- „Gefahr erkannt, Gefahr gebannt? Die digitale Spaltung in den USA und Deutschland“, in: Werner, Welf (Hg.), Wie viel Ungleichheit verträgt die Demokratie? Armut und Reichtum in den USA. Frankfurt/Main 2003, S. 43–60. ISBN 3-593-37244-4.
- Die Liberalisierung der Telekommunikationsdienste. Vom nationalen Monopol zum globalen Wettbewerb. Wiesbaden 2002. ISBN 3-8244-0624-1.
- „Die Handelsbeziehungen der USA und der Bundesrepublik Deutschland 1945–1968“, in: Junker, Detlef et al. (Hg.), Die USA und Deutschland im Zeitalter des Kalten Krieges. Bd. 1. Washington D.C. 2001, S. 490–502. ISBN 3-421-05299-9.
- „Neue Mächte, neue Märkte – Die Weltwirtschaft im Wandel“, in: Brockhaus Weltgeschichte. Bd. 6, Mannheim usw. 2000, S. 612–621.
- „Ringen um Wohlstand – Weltwirtschaft und Wirtschaftskrisen (1950–1985)“, in: Brockhaus Weltgeschichte. Bd. 6. Mannheim usw. 2000, S. 218–227.
- (mit Carl-Ludwig Holtfrerich) „Die Neugestaltung der US-Wirtschaftspolitik nach 1945. Die Erfahrungen der Zwischenkriegszeit als Argument“, in: Jahrbuch für Wirtschaftsgeschichte, Nr. 1, 1998, S. 85–123.